# Starogradački Marof
Starogradački Marof is een plaats in de gemeente Pitomača in de Kroatische provincie Virovitica-Podravina. De plaats telt 256 inwoners (2001).
In het verleden was het dorp onderdeel van de Hongaarstalige zuidoever van de rivier de Drava, in 1910 was 77% van de bevolking Hongaarstalig.